# Малое Девлезеркино
Малое Девлезеркино (чув. Лашман) — село в Челно-Вершинском районе Самарской области в составе сельского поселения Девлезеркино.

## География
Находится на расстоянии примерно 10 километров по прямой на северо-восток от районного центра села Челно-Вершины.

## История
Село было основано в 1750 году служилыми чувашами из Симбирского уезда (деервни Калмыково и Большой Елаур).  1850 году в селе насчитывалось 43 двора. 

## Население
Постоянное население составляло 348 человека (чуваши 90%) в 2002 году, 271 в 2010 году.